# (100469) 1996 TO28
(100469) 1996 TO28 es un asteroide perteneciente al cinturón de asteroides, descubierto el 7 de octubre de 1996 por el equipo del Spacewatch desde el Observatorio Nacional de Kitt Peak, Arizona, Estados Unidos.

## Designación y nombre
Designado provisionalmente como 1996 TO28.

## Características orbitales
1996 TO28 está situado a una distancia media del Sol de 2,806 ua, pudiendo alejarse hasta 3,255 ua y acercarse hasta 2,356 ua. Su excentricidad es 0,160 y la inclinación orbital 8,474 grados. Emplea 1716 días en completar una órbita alrededor del Sol.

## Características físicas
La magnitud absoluta de 1996 TO28 es 14,6. Tiene 7,163 km de diámetro y su albedo se estima en 0,066.